# タンジェ
タンジェ（ベルベル語: ⵜⵉⵏ ⵉⴳⴳⵉ Tin Iggi、アラビア語: طنجة ṭanǧa、発音 [tˤandʒa]、フランス語: Tanger、スペイン語: Tánger タンヘル、ポルトガル語: Tânger タンジェル、英語: Tangier またはTangiers）は、モロッコ北部にある都市。人口は、約95万人（2014年）。ジブラルタル海峡に面した港町で、スペインやジブラルタルなどから多くフェリーが行き来し、国際都市として栄えている。タンジールの表記も見られる。

## 歴史
紀元前4世紀頃にカルタゴによって設けられた交易拠点が起源となる。紀元前146年にカルタゴが滅亡するとタンジェはローマ帝国（マウレタニア・ティンギタナ属州)となった。タンジェは発展し3世紀頃にはマウレタニア・ティンギタナ属州の州都となった。5世紀にはヴァンダル王国に征服され、6世紀前半のユスティニアヌス1世の時代に東ローマ帝国の支配を経て、711年にイスラム教勢力のウマイヤ朝が征服した。740年頃のベルベル人の反乱の結果、ウマイヤ朝から独立。8世紀後半にはイドリース朝がモロッコで興りイドリース朝の支配下となるが、951年には後ウマイヤ朝によって占領され、1075年にはムラービト朝が、1149年にはムワッヒド朝が、1275年にはマリーン朝によって占領された。

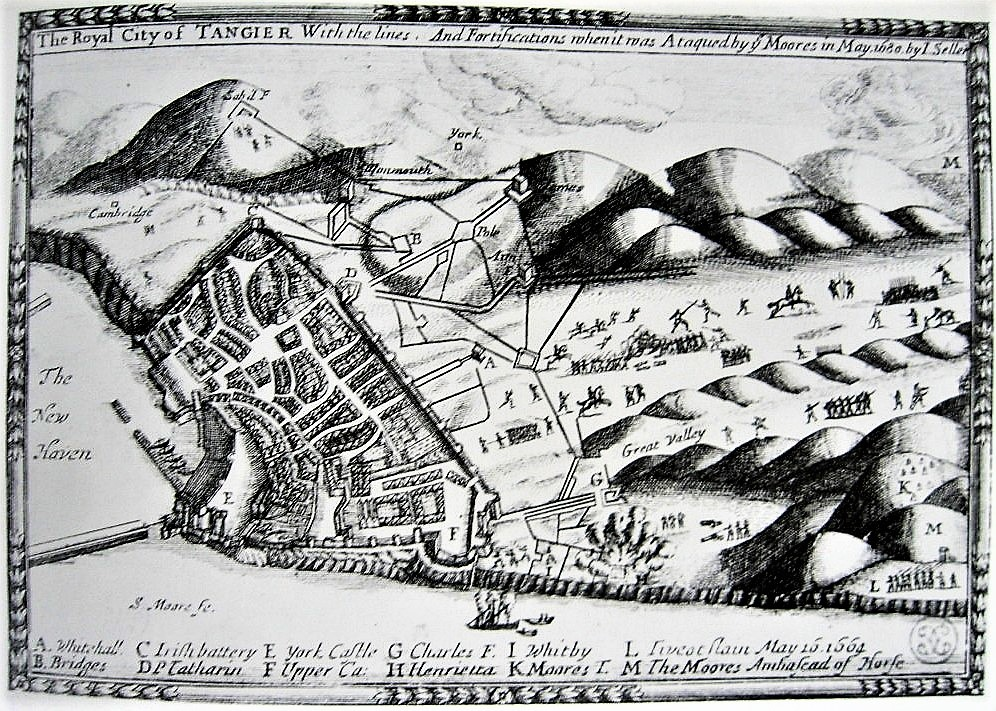
タンジェのイングランド軍の要塞・港を描写した1680年の版画

キリスト教徒によるレコンキスタ（再征服運動）の進展にともない、1415年にはアフリカ北岸のセウタがポルトガル領に組み込まれ、タンジェも1471年にはポルトガル領となった。1661年、ポルトガル王女カタリナとイングランド王チャールズ2世の結婚による持参金代わりに一時的にイギリス領になってしまったが、1679年頃にアラウィー朝スルターンのムーレイ・イスマーイールの命令によってアリ・ベン・アブドゥッラー・エル=リッフィー率いる軍がタンジェを包囲。1684年2月5日にはイングランドはタンジェ要塞の維持費が高いことを理由にアラウィー朝に引き渡しアラウィー朝が占領する。
帝国主義の時代になると、モロッコがフランスとドイツの角逐の場となり、1905年3月31日にはフランスのモロッコ支配を阻止しようとするドイツ皇帝ヴィルヘルム2世がタンジェに上陸した。このタンジェ事件（第一次モロッコ事件）は翌1906年のアルヘシラス会議で妥協が図られたが最終的な決着はつかず、1911年のアガディール事件（第二次モロッコ事件）を経て、モロッコはフランスにより保護国化され、タンジェは国際管理地域とされた。タンジェの国際管理化は第一次世界大戦での中断を経て、1923年12月18日のパリ会議でフランス、スペイン、イギリスの三国による条約が締結され、1925年より開始された。後に条約にイタリア、ポルトガル、ベルギー、オランダ、アメリカ、ソビエト連邦も加入した。
第二次世界大戦勃発後の1940年6月、スペイン軍はタンジェに侵攻し、一方的にスペイン保護領モロッコへの併合を宣言した。しかし世界大戦終結から半月後の1945年8月31日、タンジェは国際管理地域に復帰した。1956年10月、フェダラ会議にて条約加盟各国はタンジェの国際管理終結を決定。1956年12月31日をもって国際管理は終わり、タンジェはモロッコに復帰した。復帰に当たり、1960年4月18日までの期限付きで為替や貿易に関する特別措置が採られている。

## 地理
ジブラルタル海峡に臨む港湾都市である。北西の郊外にはジブラルタル海峡と大西洋の境界線のスパルテル岬がある。

## 気候
ケッペンの気候区分で地中海性気候(Csa)に区分される。
| タンジェ(イブン・バットゥータ国際空港) （1961年–1990年、極値 1961年–現在）の気候 | タンジェ(イブン・バットゥータ国際空港) （1961年–1990年、極値 1961年–現在）の気候 | タンジェ(イブン・バットゥータ国際空港) （1961年–1990年、極値 1961年–現在）の気候 | タンジェ(イブン・バットゥータ国際空港) （1961年–1990年、極値 1961年–現在）の気候 | タンジェ(イブン・バットゥータ国際空港) （1961年–1990年、極値 1961年–現在）の気候 | タンジェ(イブン・バットゥータ国際空港) （1961年–1990年、極値 1961年–現在）の気候 | タンジェ(イブン・バットゥータ国際空港) （1961年–1990年、極値 1961年–現在）の気候 | タンジェ(イブン・バットゥータ国際空港) （1961年–1990年、極値 1961年–現在）の気候 | タンジェ(イブン・バットゥータ国際空港) （1961年–1990年、極値 1961年–現在）の気候 | タンジェ(イブン・バットゥータ国際空港) （1961年–1990年、極値 1961年–現在）の気候 | タンジェ(イブン・バットゥータ国際空港) （1961年–1990年、極値 1961年–現在）の気候 | タンジェ(イブン・バットゥータ国際空港) （1961年–1990年、極値 1961年–現在）の気候 | タンジェ(イブン・バットゥータ国際空港) （1961年–1990年、極値 1961年–現在）の気候 | タンジェ(イブン・バットゥータ国際空港) （1961年–1990年、極値 1961年–現在）の気候 |
| 月                                                                               | 1月                                                                              | 2月                                                                              | 3月                                                                              | 4月                                                                              | 5月                                                                              | 6月                                                                              | 7月                                                                              | 8月                                                                              | 9月                                                                              | 10月                                                                             | 11月                                                                             | 12月                                                                             | 年                                                                               |
| -------------------------------------------------------------------------------- | -------------------------------------------------------------------------------- | -------------------------------------------------------------------------------- | -------------------------------------------------------------------------------- | -------------------------------------------------------------------------------- | -------------------------------------------------------------------------------- | -------------------------------------------------------------------------------- | -------------------------------------------------------------------------------- | -------------------------------------------------------------------------------- | -------------------------------------------------------------------------------- | -------------------------------------------------------------------------------- | -------------------------------------------------------------------------------- | -------------------------------------------------------------------------------- | -------------------------------------------------------------------------------- |
| 最高気温記録 °C （°F）                                                           | 22.0 (71.6)                                                                      | 27.0 (80.6)                                                                      | 25.0 (77)                                                                        | 27.0 (80.6)                                                                      | 34.0 (93.2)                                                                      | 36.0 (96.8)                                                                      | 41.0 (105.8)                                                                     | 39.0 (102.2)                                                                     | 39.5 (103.1)                                                                     | 30.0 (86)                                                                        | 27.0 (80.6)                                                                      | 24.5 (76.1)                                                                      | 41.0 (105.8)                                                                     |
| 平均最高気温 °C （°F）                                                           | 16.2 (61.2)                                                                      | 16.8 (62.2)                                                                      | 17.9 (64.2)                                                                      | 19.2 (66.6)                                                                      | 21.9 (71.4)                                                                      | 24.9 (76.8)                                                                      | 28.3 (82.9)                                                                      | 28.6 (83.5)                                                                      | 27.3 (81.1)                                                                      | 23.7 (74.7)                                                                      | 19.6 (67.3)                                                                      | 17.0 (62.6)                                                                      | 21.8 (71.2)                                                                      |
| 日平均気温 °C （°F）                                                             | 12.5 (54.5)                                                                      | 13.1 (55.6)                                                                      | 14.0 (57.2)                                                                      | 15.2 (59.4)                                                                      | 17.7 (63.9)                                                                      | 20.6 (69.1)                                                                      | 23.5 (74.3)                                                                      | 23.9 (75)                                                                        | 22.8 (73)                                                                        | 19.7 (67.5)                                                                      | 15.9 (60.6)                                                                      | 13.3 (55.9)                                                                      | 17.7 (63.9)                                                                      |
| 平均最低気温 °C （°F）                                                           | 8.8 (47.8)                                                                       | 9.4 (48.9)                                                                       | 10.1 (50.2)                                                                      | 11.2 (52.2)                                                                      | 13.4 (56.1)                                                                      | 16.2 (61.2)                                                                      | 18.7 (65.7)                                                                      | 19.1 (66.4)                                                                      | 18.3 (64.9)                                                                      | 15.6 (60.1)                                                                      | 12.2 (54)                                                                        | 9.7 (49.5)                                                                       | 13.6 (56.5)                                                                      |
| 最低気温記録 °C （°F）                                                           | −4.2 (24.4)                                                                      | 1.0 (33.8)                                                                       | 3.5 (38.3)                                                                       | 1.0 (33.8)                                                                       | 7.0 (44.6)                                                                       | 10.0 (50)                                                                        | 11.0 (51.8)                                                                      | 11.0 (51.8)                                                                      | 10.0 (50)                                                                        | 7.0 (44.6)                                                                       | 3.0 (37.4)                                                                       | 4.0 (39.2)                                                                       | −4.2 (24.4)                                                                      |
| 降水量 mm （inch）                                                               | 103.5 (4.075)                                                                    | 98.7 (3.886)                                                                     | 71.8 (2.827)                                                                     | 62.2 (2.449)                                                                     | 37.3 (1.469)                                                                     | 13.9 (0.547)                                                                     | 2.1 (0.083)                                                                      | 2.5 (0.098)                                                                      | 14.9 (0.587)                                                                     | 65.1 (2.563)                                                                     | 134.6 (5.299)                                                                    | 129.3 (5.091)                                                                    | 735.9 (28.972)                                                                   |
| 平均降水日数                                                                     | 11.2                                                                             | 11.4                                                                             | 10.1                                                                             | 9.3                                                                              | 6.1                                                                              | 3.7                                                                              | 0.8                                                                              | 0.8                                                                              | 3.1                                                                              | 8.0                                                                              | 11.1                                                                             | 12.0                                                                             | 87.6                                                                             |
| % 湿度                                                                           | 80                                                                               | 81                                                                               | 78                                                                               | 78                                                                               | 76                                                                               | 74                                                                               | 70                                                                               | 72                                                                               | 73                                                                               | 76                                                                               | 79                                                                               | 81                                                                               | 76                                                                               |
| 平均月間日照時間                                                                 | 169.2                                                                            | 166.9                                                                            | 231.7                                                                            | 251.7                                                                            | 298.9                                                                            | 306.8                                                                            | 344.0                                                                            | 330.7                                                                            | 275.6                                                                            | 238.2                                                                            | 180.6                                                                            | 166.9                                                                            | 2,960.7                                                                          |
| 出典1：NOAA                                                                      |                                                                                  |                                                                                  |                                                                                  |                                                                                  |                                                                                  |                                                                                  |                                                                                  |                                                                                  |                                                                                  |                                                                                  |                                                                                  |                                                                                  |                                                                                  |
| 出典2：ドイツ気象局 (humidity, 1973–1993) Meteo Climat (record highs and lows)   |                                                                                  |                                                                                  |                                                                                  |                                                                                  |                                                                                  |                                                                                  |                                                                                  |                                                                                  |                                                                                  |                                                                                  |                                                                                  |                                                                                  |                                                                                  |

## 経済
主な産業としては、織物、化学物質、機械、金属工学、海軍装備である。また、イブン・バットゥータ国際空港の近くにはタンジェ・フリーゾーン（自由貿易地区）があり、10年間で60億モロッコ・ディルハム投資されており、45,000人の雇用を創出している。日本の自動車部品メーカーも多く進出している。フィナンシャル・タイムズの格付けによると2015年にタンジェ・フリーゾーンがアフリカ1位のフリーゾーンに選ばれた。

## 交通

### 空港
南西15kmのところにはイブン・バットゥータ国際空港がある。

### 鉄道
市内北部にはONCFの鉄道駅タンジェ・ヴィル駅がある。2018年11月18日には、北アフリカ最初の高速鉄道として、フランスのTGVを土台にしたタンジェ＝カサブランカ高速鉄道がカサブランカとの間で開通している
。

### フェリー
市内のフェリー乗り場からは、アルヘシラスなど向かうフェリーが出ている。

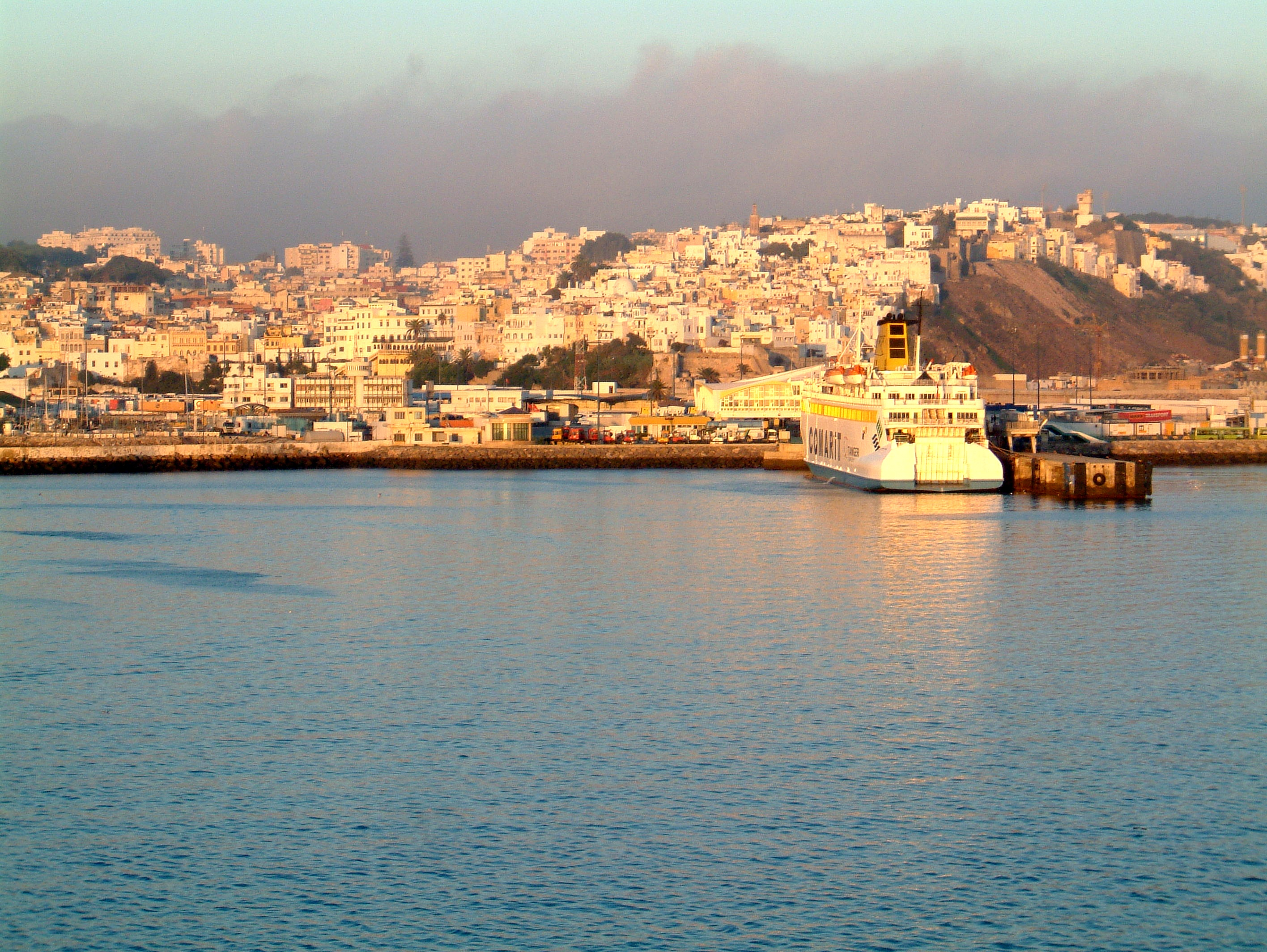
旧市街

## スポーツ

### サッカー
タンジェをホームとするサッカークラブがある。
- Atletico Tanger
- Ittihad Tanger

## タンジェ出身の著名人
- イブン・バットゥータ
- ジャン＝リュック・メランション
- ハインツ・ティーティエン
- Abderrahmane Youssoufi -  元モロッコ首相

## 施設・観光地

### 観光地
- タンジェ旧市街
- グラン・ソッコ（英語版） - タンジェ旧市街の壁外にある広場。
- グラン・モスク（英語版） - タンジェ旧市街にあるモスク
- スパルテル岬（英語版） - 県の北西に位置する岬。地中海と大西洋の境界。ここにある灯台は2012年から2023年まで発行されていた200DH札にも描かれていた[14]。
- 旧アメリカ公使館 (タンジェ)（英語版） - アメリカ国外にある唯一のアメリカ合衆国国定歴史建造物[15]。
- ヘラクレスの洞窟（英語版） - 県の北西部の大西洋に面している洞窟。

### スポーツ施設
タンジェにはイブン・バットゥータ・スタジアムを中心とした74haに及ぶスポーツ複合施設があり、テニスコート、ラグビー競技場、バスケットボール競技場などがある。

### 別荘地
多文化な国際都市であることから、1930年代ごろから著名人や富裕層が集まるリゾート地として人気を集め、ポール・ボウルズ、テネシー・ウィリアムズ、ウィリアム・バローズ、アレン・ギンズバーグ、ジャック・ケルアック、ローリングストーンズ、ジョージ・オーウェルといった文化人や、バーバラ・ハットンら世界のミリオネアが別荘を所有し、滞在した。

## 姉妹都市
- ボージョンシー（英語版）、フランス[17]
- ムーラン、フランス[17]
- メス、フランス[17]
- サン＝ドニ、フランス[17]
- ピュトー、フランス[18]
- ファロ、ポルトガル[17]
- カディス、スペイン[17]
- マラガ、スペイン[17]
- リエージュ、ベルギー[17]
- セティフ、アルジェリア[17]
- ビゼルト、チェニジア[17]
- カサブランカ、モロッコ[17]
- サンティアゴ、チリ[17]
- ダナン、ベトナム[19]

## ギャラリー

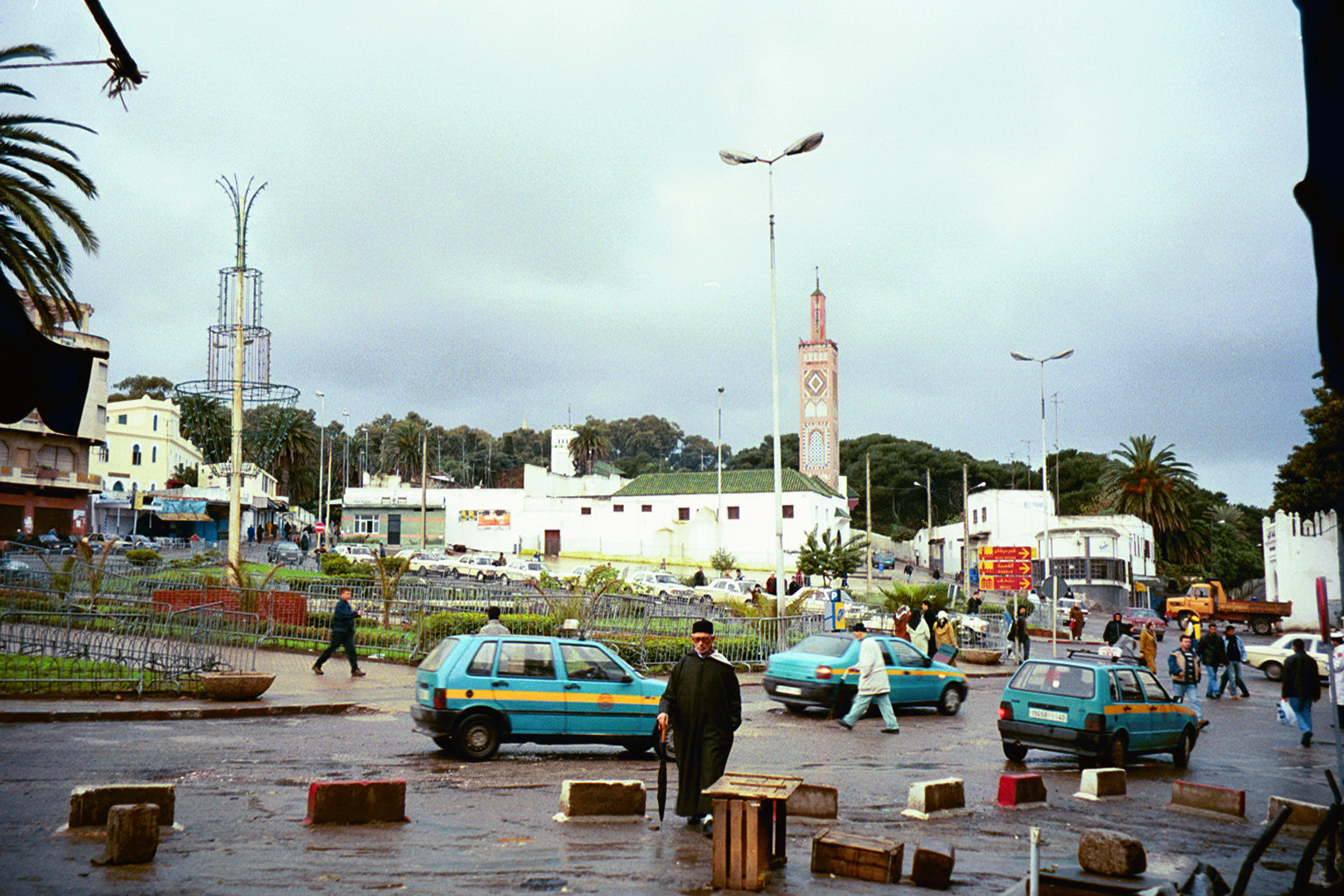
中心街の広場
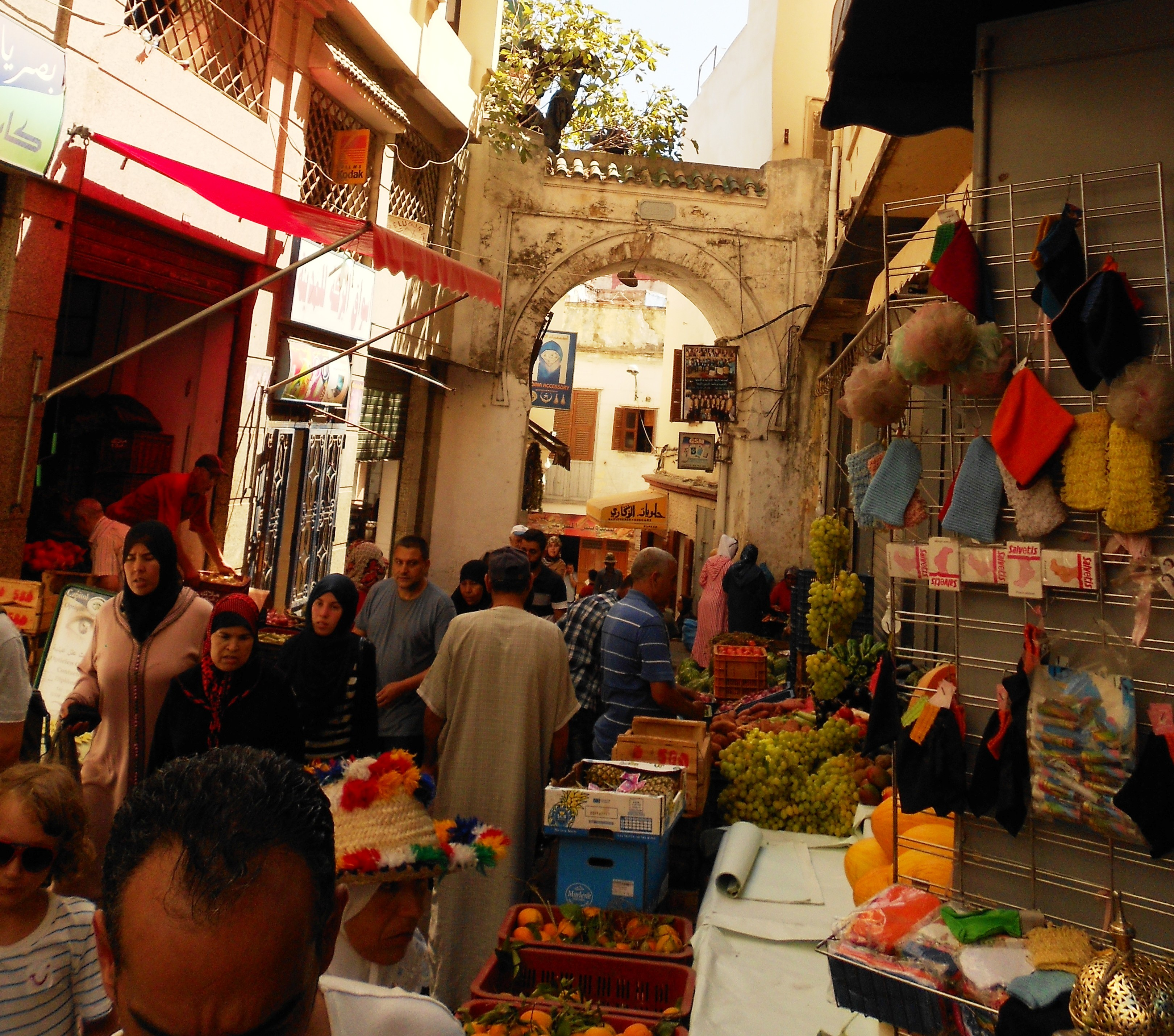
旧市街